# Monte Tendürek
Il monte Tendürek (in turco Tendürek Dağı) è un vulcano a scudo in fase di quiescenza della Turchia. Raggiunge un'altitudine di 3.584 m s.l.m.